# New Knoxville
New Knoxville é uma vila localizada no estado norte-americano de Ohio, no Condado de Auglaize.

## Demografia
Segundo o censo norte-americano de 2000, a sua população era de 891 habitantes.
Em 2006, foi estimada uma população de 907, um aumento de 16 (1.8%).

## Geografia
De acordo com o United States Census Bureau tem uma área de
2,0 km², dos quais 2,0 km² cobertos por terra e 0,0 km² cobertos por água.

## Localidades na vizinhança
O diagrama seguinte representa as localidades num raio de 12 km ao redor de New Knoxville.